# Maymand
Maymand (en persan : ميمند) est un village du district rural de Maymand (en) dans la province de Kerman en Iran.
Le village est connu pour ses maisons troglodytiques (gonbeh) qui sont inhabituelles dans un environnement désertique.
Maymand est inscrit au patrimoine mondial de l'Unesco depuis 2015 sous le nom « Paysage culturel de Maymand ».